# Pamfilos z Amfipolis
Pamfilos z Amfipolis – grecki malarz, teoretyk i historyk malarstwa, twórca i wybitny przedstawiciel sykiońskiej szkoły malarskiej, działający około 400-350 p.n.e.
Pochodził z Amfipolis w Macedonii. Był uczniem Eupomposa i nauczycielem Apellesa, Pauzjasza i Melantiosa.
Uważany był niesłusznie za twórcę techniki enkaustycznej. Obrazy jego, tak jak i innych malarzy starożytnej Grecji, nie zachowały się do czasów współczesnych, niektóre z nich znane są jednak z tytułów: Grupa rodzinna (prawdopodobnie malowidło grobowe), Heraklidzi, Bitwa pod Flius (po 367 p.n.e.) i Odyseusz na tratwie. Ponadto Pamfilos był autorem traktatów: Obrazy w porządku alfabetycznym, Sztuka rysunku oraz O rysunku i sławnych malarzach (zaginione). Wyłożył w nich m.in. zasady perspektywy, optyki, światłocienia i proporcji stanowiące o charakterze malarstwa sykiońskiego.
Sam wszechstronnie wykształcony, wymagał od swoich uczniów znajomości arytmetyki, geometrii i optyki. Za naukę trwającą 12 lat pobierał opłatę roczną w wysokości 500 drachm – tyle też mieli zapłacić Apelles i Melantios.
Dzięki autorytetowi Pamfilosa początkowo w Sykionie, a następnie w całej Grecji do tradycyjnej edukacji dzieci rodziców wolno urodzonych (czytanie, pisanie, gimnastyka, muzyka) wprowadzono naukę rysunku (grafikę). Wtedy również zabroniono niewolnikom zajmować się malarstwem.